# Кузнецова, Наталия Ивановна
Ната́лия Ива́новна Кузнецо́ва (род. 30 августа 1947) — советский и российский философ

, доктор философских наук (1998). Дочь философа И. В. Кузнецова.

## Биография
Окончила философский факультет Московского университета (1970).
В 1967—76 годах — активный участник Московского методологического кружка. С 1976 года — руководитель т. н. «кружка Кузнецовой», из которого вышли многие известные российские философы и историки науки среднего поколения.
Кандидатская диссертация — «Гносеологические особенности историко-научного исследования» (1977), докторская диссертация — «Философия науки и история науки: проблемы синтеза» (1998).
Автор ряда концепций в философии науки, в частности концепции «экологии науки», а также целого ряда историко-научных идей в концептуальном труде об истории науки в России. Совместно с М. А. Розовым развивала концепцию «надрефлексивной» познавательной позиции в эпистемологии и философии науки.
В 1989—1991 годах — член редколлегии журнала «Вопросы философии» — флагмана перестроечных процессов в советской философии, в 1991—1992 годах — заведующая отделом международного философского журнала «Путь». С 1992 по 2001 год — заместитель главного редактора журнала «Вопросы истории естествознания и техники».
С 1996 по 2004 год — заведующая отделом аспирантуры и докторантуры Института истории естествознания и техники им. С. И. Вавилова РАН, профессор кафедры проблем современной философии РГГУ, преподаватель философского факультета Университета Российской Академии образования (УРАО), преподаватель Института европейских культур (1999). Член Американского общества историков науки.

## Труды

### Монографии
- Кузнецова Н. И. Наука в её истории (методологические проблемы). — М., 1982.
- Кузнецова Н. И. Социокультурные проблемы формирования науки в России (XVIII — середина XIX вв.). — М., 1999.

### Избранные статьи
- Кузнецова Н. И. Принцип соответствия в истории науки // Принцип соответствия. — М., 1979.
- Кузнецова Н. И. История науки как гуманитарная дисциплина // Проблемы гуманитарного познания. — Новосибирск, 1986.
- Кузнецова Н. И. Научная рефлексия как объект историко-научного анализа // Проблемы рефлексии. — Новосибирск, 1987.
- Кузнецова Н. И. Аксиологические условия формирования науки // Наука и ценности. — Новосибирск, 1987.
- Кузнецова Н. И. Социальный эксперимент Петра I и формирование науки в России // Вопросы философии. 1989. № 3.
- Кузнецова Н. И. О разнообразии научных революций // Традиции и революции в истории науки. — М., 1991.
- Кузнецова Н. И. Презентизм и антикваризм как дилемма историко-научного исследования // Познание социальной реальности. Теория познания. Т. 4. — М., 1995.
- Кузнецова Н. И. История науки на распутье // Вопросы истории естествознания и техники. — 1996. № 1.
- Кузнецова Н. И. «Дух науки» в науках о Духе // Вестник РГГУ. — 1996. № 3.
- Кузнецова Н. И. Историко-научные исследования и теория социальных эстафет // Теория социальных эстафет: история — идеи — перспективы. — Новосибирск, 1997.
- Кузнецова Н. И. Философия науки и история науки: эволюция взаимоотношений на фоне XX столетия // Философия науки. Вып. 4. — М., 1998.
- Кузнецова Н. И. Российская философия второй половины XX века в лицах // Вопросы философии. 1999. № 2.
- Кузнецова Н. И. На подступах к теории физического знания // Судьбы творцов российской науки. — М., УРСС, 2002. — С. 121—127.
- Кузнецова Н. И. История естествознания в контексте естественнонаучных и гуманитарных дисциплин // Науковедение. 2002. № 4. — С. 84-120.
- Кузнецова Н. И. Знания и наука. Огонь Прометея, бомба для террориста и спички для ребёнка // Человечество. XXI век. Энциклопедия для детей. — Аванта, 2003. С. — 161—172.
- Кузнецова Н. И. Историко-научные исследования и теория социальных эстафет // На теневой стороне. Материалы к истории семинара М. А. Розова по эпистемологии и философии науки в Новосибирском Академгородке. — Новосибирск, Сибирский хронограф, 2004. — С. 311—355.
- Кузнецова Н. И. Жестокий опыт истории: уроки «советизации» науки и высшего образования // Вестник РАН. 2004. Т. 74. № 2. — С. 160—166.
- Кузнецова Н. И. Неопознанный Фейерабенд // Эпистемология и философия науки. 2005. Т. III. № 1. — С. 210—216.
- Кузнецова Н. И. Социальный эксперимент Петра I и формирование науки в России // Глава в книге (С. 502—528): Философия науки. Методология и история конкретных наук. Учебное пособие. Коллектив авторов. — М.: «Канон+» РООИ «Реабилитация», 2007.
- Кузнецова Н. И. Наука в средоточии европейских ценностей: ретроспективная панорама // История науки в философском контексте (памяти В. И. Кузнецова) /Отв. Ред. А. А. Печенкин. — СПб., 2007. — С. 155—196.
- Кузнецова Н. И. О специфике формирования университетского образования в России // Высшее образование в России. 2007. № 6. — С. 120—125.
- Кузнецова Н. И. Моральный кодекс служителя науки // Вестник РАН. 2008. — Т. 78. № 12. — С. 1122—1126.
- Кузнецова Н. И. Социальная мимикрия в науке // Социальные трансформации. Вып. 15. — Смоленск, 2008. — С. 71-81.
- Кузнецова Н. И. Презентизм и антикваризм — две картины прошлого // Arbor mundi. 2009. Вып. 15. — С. 164—196.
- Кузнецова Н. И. Кастальский ключ Георгия Щедровицкого (в соавторстве с Т. И. Ойзерманом) // Вопросы философии. 2009. № 2. — С. 181—190.
- Кузнецова Н.И. Философия в советском андеграунде: практики выживания // Высшее образование в России : журнал. — 2016. — № 5 (201). — С. 80–91. — ISSN 0869-3617.

### Титульное и научное редактирование
- Кузнецова Н. И. (ред.-сост.) Познающее мышление и социальное действие (наследие Г. П. Щедровицкого в контексте отечественной и мировой философской мысли). — М., 2004. — 544 с. — ISBN 5-8125-0415-6.